# 福島県立福島中央高等学校
福島県立福島中央高等学校（ふくしまけんりつふくしまちゅうおうこうとうがっこう）はかつて福島県福島市渡利にあった定時制課程の県立高等学校。

## 概要
かつては定時制単独設置高校であったが、1987年より全日制課程の福島県立福島南高等学校との併設高校となっていた。

## 学科
- 定時制課程
  - 普通科

かつては通信制課程も設置されていた。

## 沿革
- 1948年 - 福島県立福島商業高等学校に定時制課程単独校として福島県立福島第二高等学校を併設。
- 1969年 - 福島県立福島高等学校の通信制課程を統合、校名を福島県立福島中央高等学校に改称する
- 1987年 - 校舎施設が全日制の福島県立福島南高等学校と共用になる
- 1989年 - 通信制課程を福島県立安積第二高等学校（現在の福島県立郡山萌世高等学校通信制課程）に移管する
- 2022年 - 福島中央高等学校と保原高等学校定時制が統合し、福島県立ふくしま新世高等学校が開校し、閉校。

## アクセス
- 徒歩
  - JR東日本・阿武隈急行・福島交通福島駅下車徒歩25分
- 路線バス
  - 福島交通福島駅東口8番ポール「渡利北回り」か「渡利南回り」南高校・中央高校バス停にて下車（所要時間約9分）2010年10月1日より併設されている南高校の名前がバス停名称に加えられた。[1]

## 出身者
- 西崎正（漫画家）